# Léon Spariat
Léon Spariat né le 18 août 1861 à Roumoules et mort le 26 avril 1936 à Marseille, dit aussi « Abbé Léon Espariat » ou « Abat Léoun Spariat » en provençal, est un prêtre, prédicateur et écrivain de langue provençale qui fut majoral du Félibrige.

## L'homme d'Église
Léon Spariat est né le 18 août 1861, rue du Coulet à Roumoules (Basses-Alpes, aujourd’hui Alpes-de-Haute-Provence). Son père Joseph est menuisier, sa mère Amélie Morenon décède alors qu'il est très jeune, il est élevé par sa grand-mère. Son père va travailler comme menuisier à l'arsenal de Toulon et Léon le rejoint.  
En 1877, il a  quinze ans, il entre au Petit Séminaire de Grasse, il découvre le Félibrige . Il continue en 1880, au grand séminaire de Fréjus où il fait la connaissance de Joseph Roumanille, un des pères fondateurs du Félibrige.  Il est ordonné prêtre en 1885.
Bossu et boiteux de naissance, l’abat mau foutu (l’abbé mal foutu) comme il se qualifiait lui-même, a laissé le souvenir d’un homme de grand cœur, modeste, le verbe haut. Sa devise est celle-ci : « Quand as dre, resto dre » (Quand tu es dans ton droit, ne t’abaisse pas).
À titre d’anecdote, on dit qu’il hanta pendant des années le bureau des différents évêques de Digne afin d’obtenir des paroisses importantes et qu’on répondait toujours à sa requête en arguant du fait que son allure risquait d’effrayer les paroissiens au point de leur faire abandonner le culte.
L’abbé Spariat administra les paroisses du Bourguet, des Rouvières à Saint-Julien-le-Montagnier, d'Aups, de Pourcieux, de la Garde (Alpes-de-Haute-Provence), du Plan-de-la-Tour (du 16 janvier 1903 au 1er août 1908). Pendant la guerre de 1914-1918, auprès des blessés, il est aumônier de l’hôpital maritime de Saint-Mandrier à Toulon,. Après la guerre, il est curé de  Pierrefeu-du-Var  (de 1923 à 1934). En 1934, paralysé, il est admis à l'hôpital de Marseille, où il meurt le 25 avril 1936. Il est inhumé dans le cimetière du Pont du Las à Toulon.

## L'homme de lettres
L'Abbé Léon Spariat prêche en provençal. Il écrit des poèmes et se fait apprécier des Félibriges. 
En 1898, grâce à «Lou Sant-Aloi de Broussinet», il est élu au majoralat de la Cigalo de Marsiho, charge qu'il occupe à vie.
En hommage à Frédéric Mistral, il écrit une Ode à Mistral, publiée le 8 février 1914. 
En 1914, il est membre de l’Académie du Var. Il est aussi membre de l'Escolo de la Targo de Toulon qui conserve ses archives. 
En 1918, il est lauréat aux Jeux floraux de Toulouse pour ses Lueurs dans l’Ombre.
Léon Spariat participe à  la Renaissance Provençale aux côtés de Frédéric Mistral. Il côtoie les félibres et les poètes provençaux du XIXe siècle, avec qui il redonna ses lettres de noblesse à la langue provençale.
Comme de nombreux félibres à cette époque, l’abbé Spariat est poète et polémiste, voire polémiste régionaliste d’extrême droite, ses positions en réaction au radicalisme, au socialisme, au centralisme jacobin, ont été l’occasion de discours enflammés dans la presse locale.[réf. nécessaire]

## Hommages
Des plaques commémoratives rappellent son souvenir, elles se trouvent sur l'église de Roumoules, sur l'église des Rouvières à St-Julien-le-Montagnier, à Pierrefeu-du-Var et à Pourcieux. 
- A Roumoules, dans sa ville natale, la médiathèque Léon Spariat porte son nom [2].
- A Toulon, la place Abbé Léon Spariat, (Pont de Bois).
- A  Fréjus, rue Abbé Léon Spariat.
- A Forcalquier, École Léon Espariat

## Œuvres
- Leis eros de Lérins : odo istourico prouvençalo (Impr. M. Bernard, 1887)
- Lou Sant-Aloi de Broussinet : poème tragi-comique en sept chants ; avant-propos de Fréderic Mistral (Marseille : P. Ruat, 1898)
- Lou triounfle di Sant de Prouvènço (Avignoun : Li fraire Aubanel, 1900)
- Panegiri de Santo Madaleno : douna dins la Baselico de Sant-Meissemin lou, 22 juillet 1900 (Avignoun : Aubanel , 1900)
- Roumoulo : pouèmo (Avignoun : Aubanel, 1901)
- Enfantoulige (Vilo-Dièu-Veison : Grando Empr. Prouvençalo, 1907). Tintourleto. Lire en ligne
- Dicho nouvialo (Vilo-Dièu-Veisoun : Grando Empremarié Prouvençalo, 1908). Lire en ligne
- La messioun de Làuris-de-Durènço : 28 de nouvèmbre-12 de desèmbre 1909 (Vaison : imp. félibréenne C. Roux , 1910)
- Pouèmo nouviau pèr lou maridage de Felipo Troin, Felibre de la Targo, e d'Ourtènsi Leoun, d'Entre-Vaus dins la glèiso Sant-Flavian de Touloun, 29 mars 1913 (Fréjus : Impr. J. Cisson, 1913). Lire en ligne
- Odo a Mistral (Fréjus : J. Cisson, 1914). Lire en ligne [5]
- Discours prononcé aux obsèques de Raoul Gineste ; par l'abbé L. Spariat et M. Brun-Jarret (Éd. du Provençal de Paris, 1914)
- La cigale : poème provençal (Avignon : J. Roumanille, 1916)
- La guerro de deman ; Remembranço (Toulon : G. Mouton, 1917)
- Sauvés ! Poème : Épisode d'aviation maritime, d'après le journal du bord... (Toulon : imp. Combe, 1918)
- Lusido dins l'escur (Lueurs dans l'ombre) poème couronné aux Jeux Floraux de Toulouse, 3 mai 1918, hommage à l'Amérique. Lire en ligne[3]
- Quau vivo ? Franço ! (Toulouse : Impr. Douladoure, 1919) Lire en ligne
- Cant nouviau pèr lou maridage de Pau Bazus emé Margai Isnard-Chiris, 12 de juliet 1919 (Grenoble : L. Aubert, 1919)
- Pouèmo nouviau pèr lou maridage d'Antounin Maury d'Arle e de Mathildo Collomb de Marsiho, en la glèiso de Sant-Canat à Marsiho, 1 de mars 1919 (Grenoble : L. Aubert, 1919)
- Cant nouviau pèr lou mariage de Jòrgi Blay e Roso Spariat, 9 septembre 1919 (Grenoble : impr. L. Aubert, 1919)
- Flour de Pasco (Touloun : Soucieta Nouvello de l'Estamparié Regiounalo, 1925) Lire en ligne
- Sant-Aloi de Broussinet : pouèmo ; ill. père Marius Barret et Fernand Maille (Aix-en-Provence : Ed. Sextia, 1926) Lire en ligne
- Lusido dins l'escur (Lueurs dans l'ombre) : poème couronné aux Jeux floraux de Toulouse, 3 mai 1918... (Grenoble, imp. Aubert)
- Dicho nouvialo pèr lou maridage de Francis Piazza e de Lorette Charras, en glèiso de Sant-Jan-Batisto à Marsiho, 6 août 1929
- Clarun d'aubo (Marseille : A. Roquebrun, 1930